# Mehmet Güven
Mehmet Güven (Malatya, 30 juli 1987) is een Turks voetballer die bij voorkeur als middenvelder speelt. Hij verruilde in september 2013 Eskişehirspor voor Konyaspor.